# Gagea pseudopeduncularis
Espèce
Gagea pseudopeduncularis est une espèce de plantes à fleurs bulbeuse du genre des gagées et de la famille des Liliacées. Elle a été décrite par Jean-Marc Tison en 2012 dans la revue Plant Systematics and Evolution.
Elle est endémique de la Grèce, où elle pousse, de manière très localisée sur des garrigues sur sol calcaire karstique. L'holotype a été récolté à Agia Triada, un dème de Macédoine occidentale début avril 1999.

## Publication
- (en) Jean-Marc Tison, Angela Peterson, Dörte Harpke et Lorenzo Peruzzi, « Reticulate evolution of the critical Mediterranean Gagea sect. Didymobulbos (Liliaceae) and its taxonomic implications », Plant Systematics and Evolution, vol. 299, no 2,‎ 2012, p. 413-438 (DOI 10.1007/s00606-012-0731-4, lire en ligne)